# أي يوشيكاوا
أي يوشيكاوا (باليابانية: 吉田里琴؛ بالكانا: よしだ りこ) هي مغنية وتارينتو وممثلة يابانية، ولدت في 28 أكتوبر 1999 في كاتسوشيكا في اليابان.

## الأعمال

### أفلام
| السنة | العنوان                     | الدور | م.    |
| ----- | --------------------------- | ----- | ----- |
| 2019  | حيلة مثيرة: فتاة تلتقي بفتى | روري  | [ 6 ] |

### مسلسلات
- ليغل هاي

## وصلات خارجية
- الموقع الرسمي
- أي يوشيكاوا على موقع IMDb (الإنجليزية)
- أي يوشيكاوا على موقع قاعدة بيانات الفيلم (الإنجليزية)
- أي يوشيكاوا على موقع ليتربوكسد (الإنجليزية)
- أي يوشيكاوا على موقع كينوبويسك (الروسية)